# 용산 초등학생 살해 사건
용산 초등학생 성폭행 살해 사건(龍山初等學生性暴行殺人事件)은 2006년 12월 21일 심부름을 하러 갔던 당시 11세 초등학생 허미연(1996년) 양이 김장호(1954년, 남성)에게 살해되어 경기도 포천시의 한 공터에서 불태워진 채 발견된 사건이다.

## 사건 개요
2006년 12월 21일 토요일, 서울시 용산구 용문동에 거주하는 10세 허미연 양이 집 앞 비디오 가게에 비디오테이프를 반납하러 갔다가 실종되었다. 피해 어린이는 실종 신고 16시간 만에 경기도 포천시의 한 창고 옆 공터에서 목 주변이 흉기로 찔리고 온몸이 화상으로 살해되어 발견되었다.
범인은 인근의 신발 가게 주인인 김장호로 밝혀졌다. 김씨는 비디오를 반납하러 가던 피해 어린이에게 신발을 공짜로 주겠다면서 접근하여 성폭행을 시도하려다 피해 어린이가 소리를 지르면서 저항하는 바람에, 피해 어린이를 목졸라 살해하고 목 주변을 흉기로 찔렀다. 김장호는 공범인 아들 김범진과 함께 시신을 경기도 포천시의 한 공터로 옮겨 불에 태웠다.
김 씨는 현장 검증을 하면서도 담담히 사건을 재현하고 아들의 선처를 호소하였다. 허 양의 부모는 재판이 끝난 후 곧바로 항소하겠다고 밝혔으며, 피해 어린이의 할머니와 함께 현장 검증을 지켜보던 인근 주민과 상인 150여 명은 이런 김 씨의 모습에 경악하였다. 김 씨는 당시 사건 이전인 2006년 8월 4세 어린이를 성추행하여 징역 1년에 집행유예 2년을 선고받은 상태였다.
당시 재판을 방청했던 강금실 전 법무부 장관은 "무기징역 선고는 성범죄에 대한 관대한 처벌 관행에 쐐기를 박은 과감한 판단"이라면서 "대한민국 차원에서 우리 아이들을 보호하고 이런 범죄가 재발하지 않도록 제도적 장치를 마련해야 한다고 말했을 정도였다.

## 같이 보기
- 성범죄
- 수원 토막 살인 사건